# Yes Theory
Yes Theory ist ein US-amerikanischer YouTube-Kanal. Er wurde im Jahr 2015 von Thomas Brag, Matt Dajer, Ammar Kandil und Derin Emre gegründet.

## Geschichte
Die Gruppe lernte sich im Sommer 2015 in Montreal, Kanada, kennen und erstellten gemeinsam einen YouTube-Kanal, den sie „Project 30“ nannten. Sie veröffentlichten einen Monat lang täglich Videos, um andere Leute dazu zu motivieren, sich aus ihrer eigenen Komfortzone heraus zu bewegen. Nach einem Monat hatte der Kanal eigenen Angaben zufolge etwa 1500 Abonnenten und der Kanalname wurde in „Generation Y Not“ geändert. Infolge eines Angebots von Snapchat Videos für das Unternehmen zu produzieren, zogen sie 2016 nach Venice Beach, Kalifornien und gaben dem Kanal den heutigen Namen „Yes Theory“. Im Jahr 2020 gründeten sie einen zweiten Youtube-Kanal namens „Yes Theory Plus“, den sie später allerdings in „Seek Discomfort“ umbenannten.

## Kanalinhalte
Auf ihrem Kanal veröffentlicht die Gruppe Videos und Dokumentationen von Reisen und Abenteuern sowohl in den USA, als auch weltweit. Ihr zentrales Thema bleibt dabei immer „Seek Discomfort“, darunter verstehen sie das Überwinden von Ängsten, Suchen von neuen Erfahrungen und auch Zusammentreffen mit anderen Menschen. Der Kanal erreichte bereits mehrmals überregionale Medienaufmerksamkeit, das erste Mal 2015 infolge der Terroranschläge in Beirut und Paris, als sie mit einem stillen Protest in der Montrealer Metro ein Zeichen für den Frieden setzten. Im Jahr 2018 forderten sie Schauspieler Will Smith erfolgreich zu einem Fallschirmsprung aus einem Helikopter über dem Grand Canyon heraus.
Am 18. Februar 2019 wurde „Frozen Alive“, die erste von bisher zwei großen Dokumentationen hochgeladen. Diese dreht sich um Wim Hof und die Fähigkeit, extreme Kälte auszuhalten. Zirka ein halbes Jahr später, am 15. September 2019, wurde die zweite Dokumentation „The Lost Pyramid“ veröffentlicht. In dieser geht es um die Besichtigung von El Mirador in Guatemala und der Besteigung der La Danta Pyramide. Beide Dokumentationen haben mittlerweile über 27.000.000 Aufrufe (Frozen Alive 17.500.000; The Lost Pyramid 10.000.000, Stand 13. Mai 2023).
Im Herbst 2022 veröffentlichte YesTheory ihre erste Dokumentation, die in den Kinos gezeigt wurde. Der Film „Project Iceman“ handelt von Anders Hofman und seinem Ziel als erster Mensch einen Ironman in der Antarktis zu absolvieren. Die Regie führte Amar Kandil. „Project Iceman“ soll im Sommer 2023 auf YouTube kostenlos für alle zugänglich gemacht werden. Im Januar 2023 erhielt der Film bereits eine Auszeichnung als „Best Picture“ bei den Los Angeles Film Awards.

## Personen
Thomas Brag wurde am 9. Juli 1993 in Paris, Frankreich geboren. Er studierte an der McGill University in Montreal, Kanada. Dort schloss er sein Studium mit einem Bachelor in Entrepreneurship ab. Außerdem war er ein Semester an der Draper University, dessen Gründer er in einem Video interviewte. Im Jahr 2015 schließlich hat er die Idee zu Project 30.
Ammar Kandil wurde am 28. April 1994 in Madinat as-Sadat, Ägypten geboren. 2010 wurde er für die African Leadership Academy in Südafrika ausgewählt und zog daraufhin als 15-Jähriger dorthin. Danach studierte er an der Quest University mit einem Stipendium. Im Sommer 2015 lernte er Thomas Brag auf einer Party in Montreal kennen. Obwohl er für einen Geschäftstermin nach New York hätte reisen müssen, entschied er sich den Kanal zusammen mit den anderen zu gründen und in Montreal zu bleiben. Im Jahr 2021 nahm er die Staatsbürgerschaft von Saint Kitt und Nevis gegen eine Zahlung von 150.000 $ an. Der Reisepass des Staates erlaubt es ihm nun in mehr Länder zu reisen und er kann nicht zum Wehrdienst in seinem Heimatland Ägypten eingezogen werden.
Matt Dajer wurde am 28. März 1992 in New York, USA geboren.
Derin Emre wurde in der Türkei geboren. Anfangs hatte er die Rolle als Kameramann inne. 2017 verließ er YesTheory aufgrund von Problemen mit seinem Reisepass.
Das YesTheory Team hat sich mit der Zeit immer weiter vergrößert. Vor allem das Cutter-Team wurde sowohl auf dem Hauptkanal, als auch vor allem auf dem 2. Kanal vorgestellt und in die Videos mit einbezogen. Hierbei sind meistens Thomas Dajer (Bruder von Matt Dajer), Tristan Kevitch, Bryce Pery und Cam Peddle zu erwähnen. Hinzu kommt noch ein relativ großes Team von Mitarbeitern, die im Hintergrund arbeiten und sowohl den YouTube-Kanal als auch YesTheory's Kleidermarke Seek Discomfort managen.
Seit Anfang 2023 ist Staffan Taylor ein Teil von YesTheory.